# Termitophagie
Termitophage
La termitophagie est un régime alimentaire à base de termites. C'est une forme particulière de régime insectivore, souvent associé à la myrmécophagie de telle sorte que la distinction entre les deux n'est pas toujours pertinente.
L'adjectif termitophage qualifie un animal qui se nourrit de termites.

## Exemples
- les fourmiliers, les oryctéropes, les pangolins et de nombreux tatous ;
- le protèle, le numbat, l'ours lippu et de nombreux échidnés ;
- certaines fourmis (Lestobiose, Atta tardigrada, sous-genres d'Euponera)